# Сахаранпур
Сагаранпур (англ. Saharanpur, гінді सहारनपुर, урду سهارنپور) — місто в Індійському штаті Уттар-Прадеш, адміністративний центр округу Сагаранпур. 

## Економіка
Місто розташоване в родючому сільськогосподарчому районі, навколо нього вирощується багато зернових та фруктів. Також місто відоме своїми виробами з різбленого дерева і виробництвом тканин.